# Anomiopus galileoae
Anomiopus galileoae är en skalbaggsart som beskrevs av Canhedo 2006. Anomiopus galileoae ingår i släktet Anomiopus och familjen bladhorningar. Inga underarter finns listade i Catalogue of Life.